# Argema mittrei
Argema mittrei (denominada popularmente, em inglês, de Comet moth ou Madagascan moon moth e, em português, de Mariposa-lua-de-Madagáscar) é uma mariposa, ou traça, da família Saturniidae, encontrada na região afro-tropical e endêmica da ilha de Madagáscar, no sudeste da África. Foi classificada por Félix Édouard Guérin-Méneville, com a denominação de Bombyx mittrei, em 1847. Suas lagartas se alimentam de diversas espécies, gêneros e famílias de plantas. Ela é, muitas vezes, considerada uma das mariposas mais bonitas do mundo.

## Descrição
Esta espécie possui asas com envergadura máxima superior a 22 centímetros. Fêmea e macho apresentam forte dimorfismo sexual, com este último apresentando caudas mais retilíneas e finas, que podem chegar a até 15 centímetros de comprimento; sendo esta considerada a mais longa espécie de mariposa, ou traça. Possui, vista por cima, tom geral amarelo; onde se destacam quatro ocelos, um em cada asa, de coloração branca, laranja, lilás e negra. O ápice de suas asas anteriores também apresenta uma´área de mesma tonalidade. Existem áreas de coloração avermelhada: no contorno do ápice das asas anteriores, em uma faixa próxima ao corpo do inseto, nas manchas em forma de lúnulas e losangos nas asas anteriores e em grande parte de sua cauda. O lado de baixo de suas asas pouco difere de sua face superior. Ela também, frequentemente, pousa com suas caudas formando um X. Seu corpo, coberto de profusa penugem, e suas antenas, pectiniformes, são amarelos, na mesma tonalidade de suas asas.

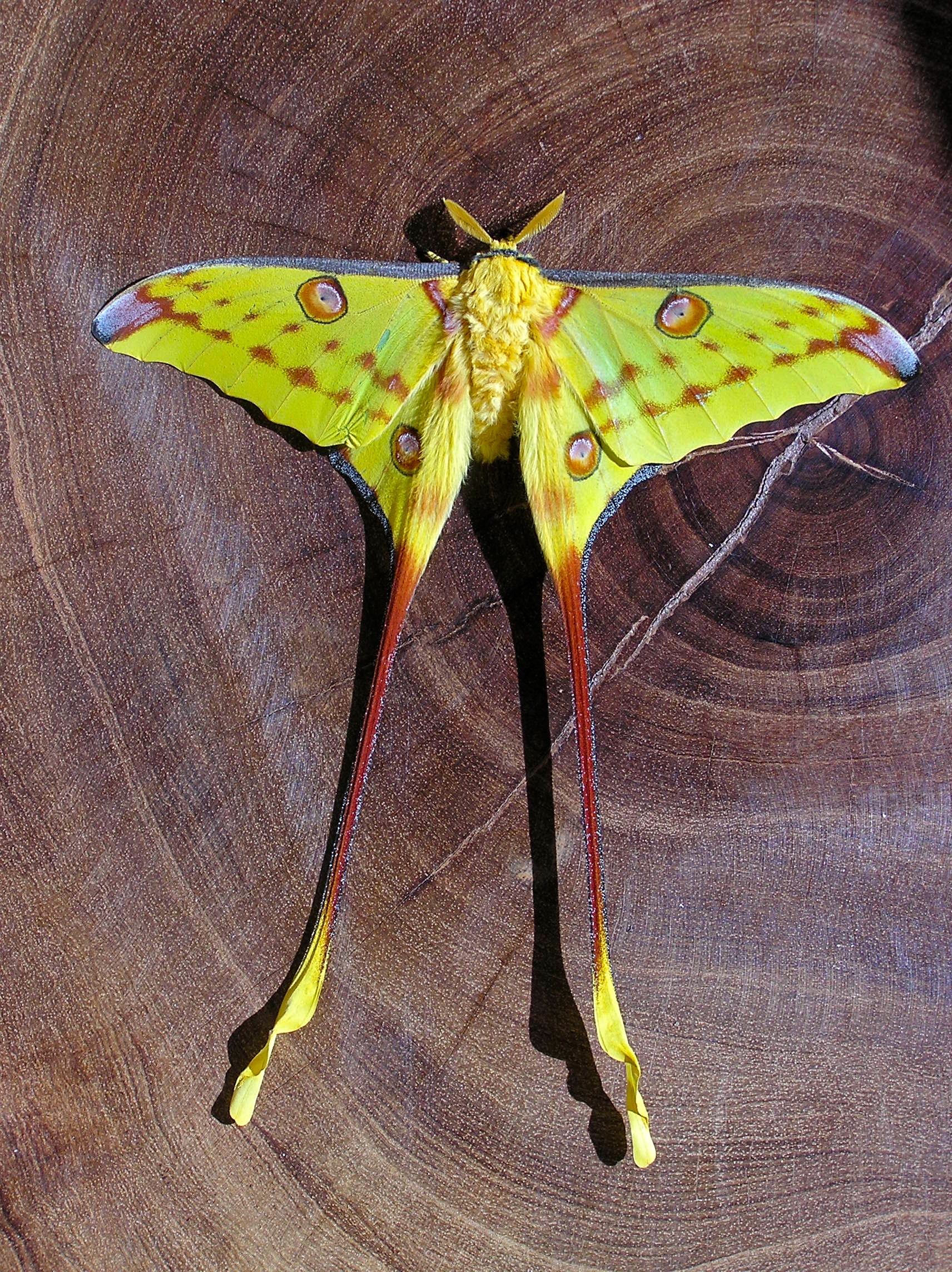
Macho de A. mittrei.

## Hábitos, planta-alimento, lagarta e casulo
As lagartas de Argema mittrei se alimentam de diversas espécies, gêneros e famílias de plantas: Weinmannia eriocampa (gênero Weinmannia; família Cunoniaceae), Eugenia cuneifolia (gênero Eugenia; família Myrtaceae), Sclerocarya caffra (gênero Sclerocarya; família Anacardiaceae), Rhus cotinus, Rhus copallina, Rhus laurina, Rhus toxicodendron, Rhus typhina (gênero Rhus; família Anacardiaceae), Cotinus coggygria (gênero Cotinus; família Anacardiaceae), Eucalyptus gunnii (gênero Eucalyptus; família Myrtaceae), Pistacia therebinthus, Pistacia lentiscus (gênero Pistacia; família Anacardiaceae), Schinus molle, Schinus terebenthifolia (gênero Schinus; família Anacardiaceae), Liquidambar styraciflua (gênero Liquidambar; família Altingiaceae) e gêneros Uapaca (família Phyllanthaceae), Mimosa (família Fabaceae) e Juglans (família Juglandaceae). Voam em floresta tropical pluvial, ou floresta úmida. As fêmeas colocam cerca de 120 a 170 ovos. Suas lagartas são de coloração verde, apresentando a junção de seus segmentos e pontuações laterais de coloração amarelada. Seu casulo tem inúmeros furos para manter a sua pupa livre do afogamento nas chuvas diárias de seu habitat natural. O adulto não se alimenta e seu tempo de vida possui a duração de 4 a 5 dias.

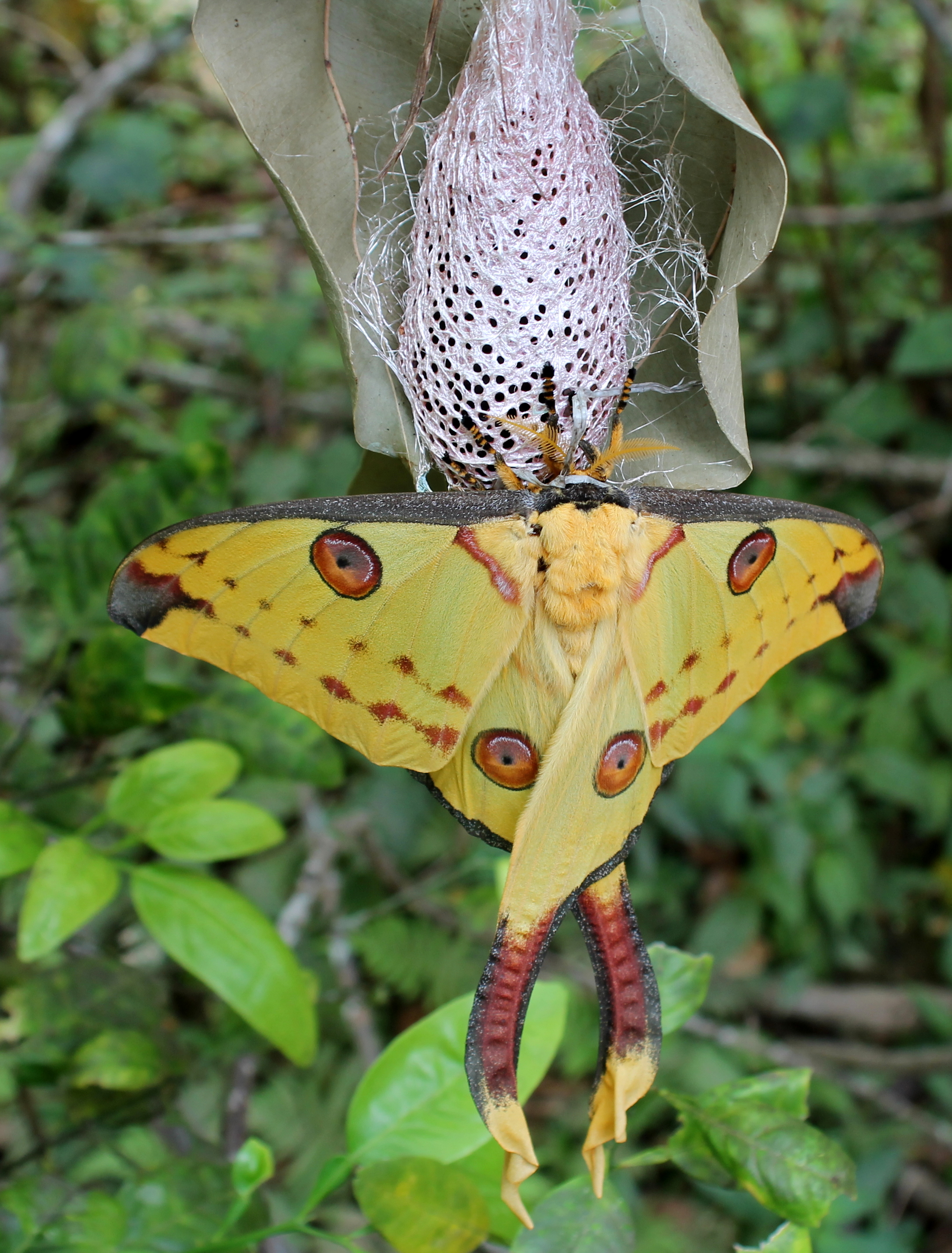
Fêmea adulta de A. mittrei, recém emergida de seu casulo.
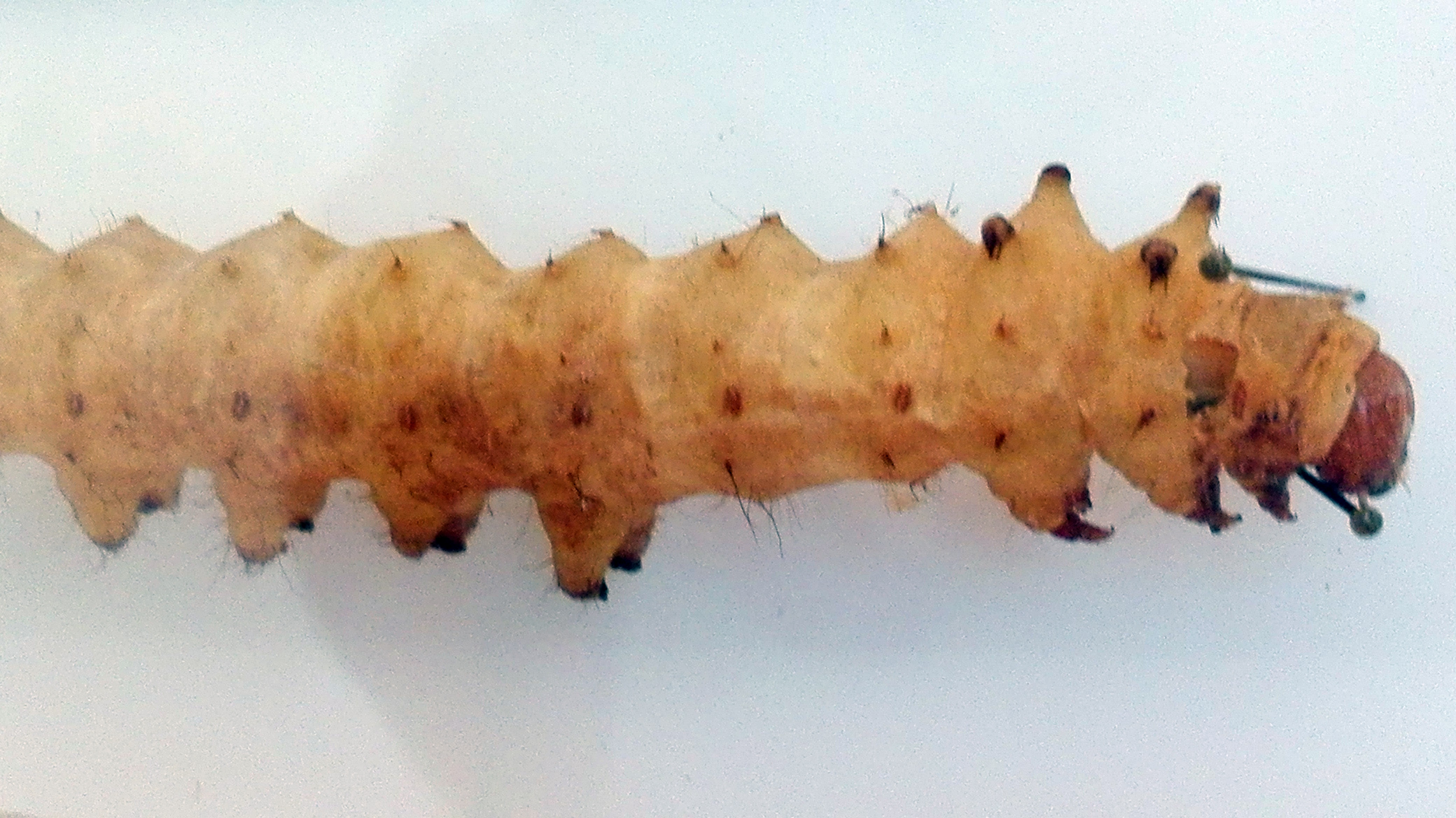
Lagarta de A. mittrei.
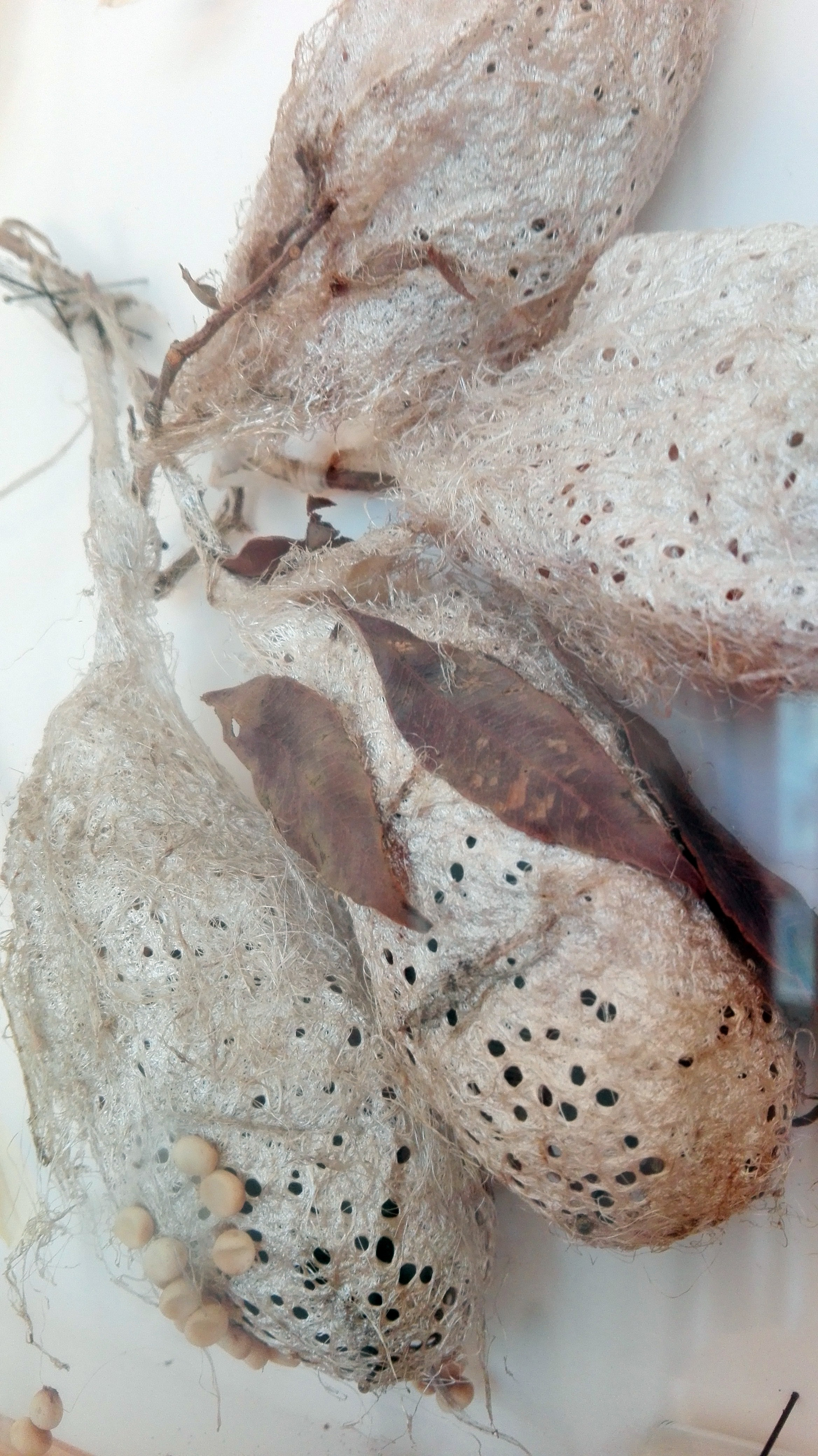
Ovos de A. mittrei.

## Localidade da coleta do primeiro espécime deA. mittrei
Segundo sua descrição, contida na Revue Zoologique par La Société Cuvierienne, publicada em 1847, Guérin-Méneville afirma que "o Dr. Mittre, médico cirurgião da Marinha Nacional da França, nos deu um Bombyx que ele tinha capturado em Nosy Be, após uma curta excursão"; sendo esta a localidade da coleta do primeiro espécime descrito pela ciência.

## GêneroArgema
Existem 12 espécies do gênero Argema, das quais 7 são encontradas na região oriental, quatro na África, e uma em Madagáscar.

## Ariary malgaxe
Esta espécie está ilustrada na nota de cinco mil francos, ou mil ariary malgaxes, lançada em 1995.